# Basso Sarca
Il Basso Sarca è una valle che dalla Gola del Limarò, presso Sarche di Calavino, si estende fino al lago di Garda, il punto più basso del Trentino (65 m. s.l.m.). 
Come evidenziato dal toponimo, questo rilievo vallivo è occupata dal tratto finale del fiume Sarca.
Dal punto di vista orografico la valle si trova all'interno delle Prealpi Gardesane.

## Galleria d'immagini

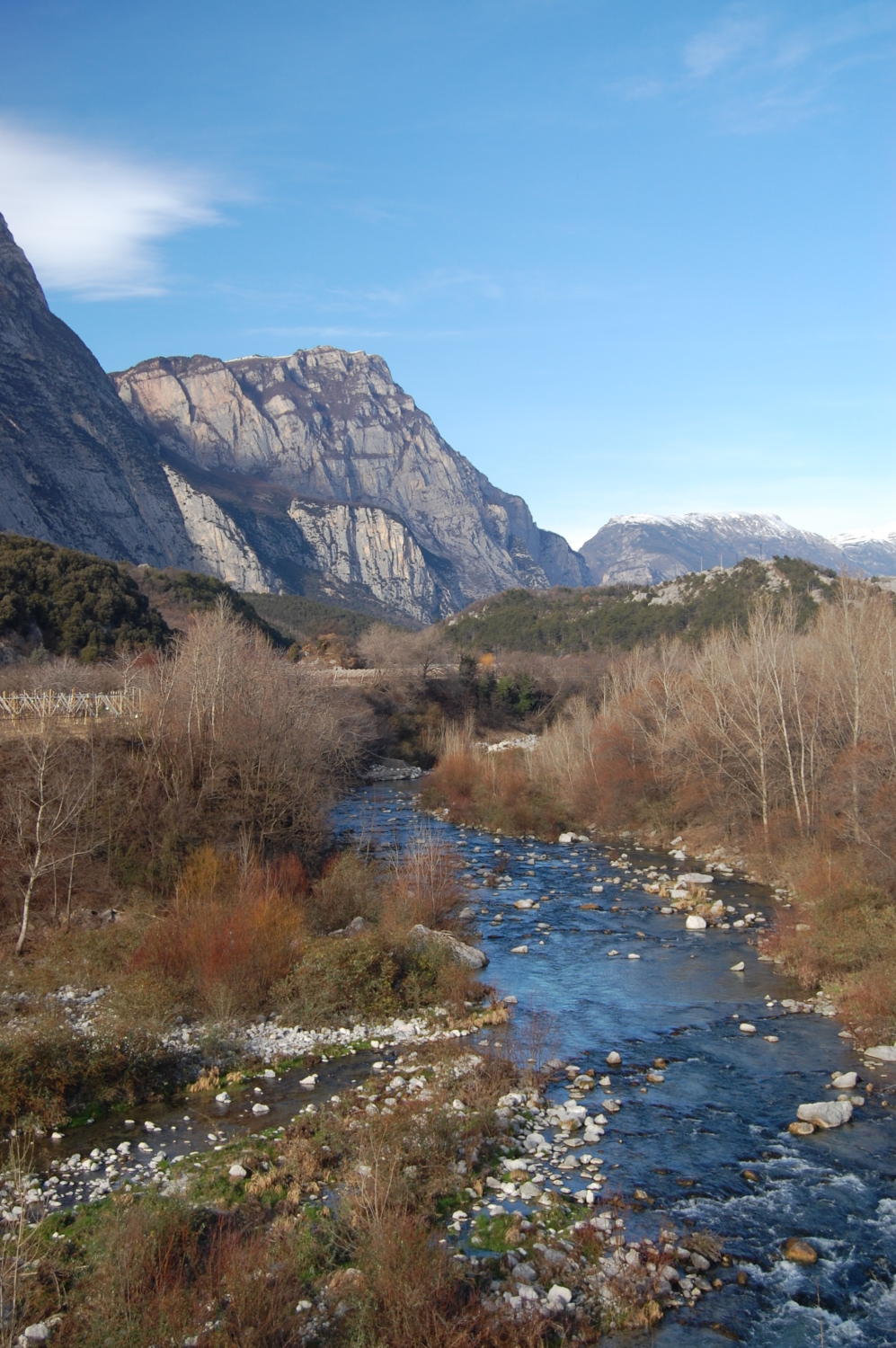
Vista invernale del fiume Sarca nei pressi di Dro
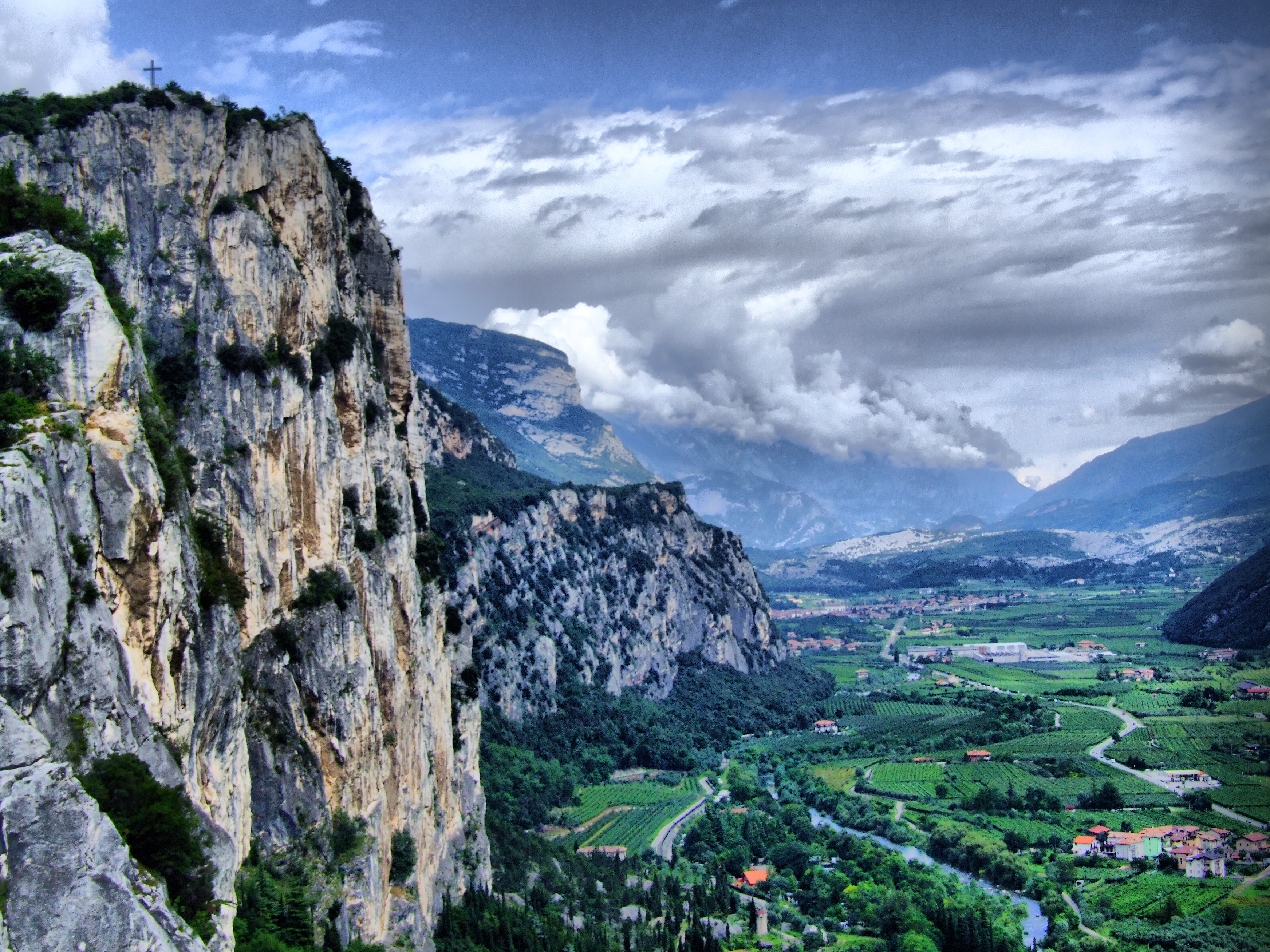
Il Basso Sarca dal Colodri presso Arco